# Nestor l` Hôte
Nestor Hippolyte Antoine L’Hôte (ur. 1804, zm. 1842) – francuski egiptolog i rysownik, uczestnik naukowej wyprawy francusko-toskańskiej do Egiptu w latach 1828–1829.
Uczeń Jean-François Champolliona. Od czasu wyprawy do Egiptu do końca życia pasjonował się Egiptem. W 1836 roku opublikował "Historyczne uwagi na temat obelisków egipskich", a w dwa lata później ponownie wyruszył do Egiptu, skąd pisał listy, opublikowane częściowo w 1840 roku. W jego rękopisach pozostał m.in. zarys podręcznika gramatyki koptyjskiej. Auguste Mariette, jego daleki kuzyn, jako młody nauczyciel i dziennikarz mieszkający we francuskim mieście Boulogne-sur-mer porządkował dzienniki, listy, notatki i rysunki przedwcześnie zmarłego Nestora, powierzone mu przez rodzinę rysownika.